# Westdorp
Westdorp – wieś w Holandii, w prowincji Drenthe, w gminie Borger-Odoorn.